# Ryan Sullivan
Ryan Geoffrey Sullivan (född 20 januari 1975 i Melbourne) är en speedwayförare från Australien.
Han var lagvärldsmästare med Australien 2001 och 2002.
2009 kör han i speedwaylagen Rospiggarna i Sverige, Unibax Torun i Polen och Mega Lada Togliatti i Ryska ligan.
Inför 2010 har han ett snitt på 6,31 (i Sverige).

## Meriter
- Lagvärldsmästare med Australien 2001 och 2002
- Gp-brons 2002
- Gp-deltävlings-segrar i Avesta och på Ullevi

### I Sverige
- Rospiggarna 1999-2002, 2010
- Piraterna 2003-2009
- Indianerna 2011